# Justine Eyre
Justine Eyre (* 9. Januar 1972 in Nova Scotia) ist eine kanadische Schauspielerin und ehemaliges Model.

## Leben
Justine Eyre wuchs in Nova Scotia auf. Nach ihrem Schulabschluss war der 1,79 m großgewachsene Teenager zunächst einige Jahre lang als Model tätig. Sie trat bei Veranstaltungen auf dem Laufsteg auf und war auch in Katalogen abgebildet.
Eyre absolvierte anschließend eine professionelle Schauspielausbildung. Seit Ende der 1990er-Jahre ist sie als Schauspielerin vor der Kamera tätig und hat bislang in mehr als einem Dutzend Filmen und Fernsehserien mitgewirkt.
Sie ist seit September 2007 mit dem Schauspieler John Allen Nelson verheiratet, mit dem sie einen Sohn (* 2009) hat.

## Filmografie (Auswahl)
- 2001: Sheena – Königin des Dschungels (Sheena, Fernsehserie, Folge 2x02 The Feral King)
- 2002: Ocean Ave. (Fernsehserie, 21 Folgen)
- 2005: Hitters Anonymous
- 2005: Planet Ibsen
- 2006: Last Time Forever
- 2007: Las Vegas (Fernsehserie, Folge 4x14 The Burning Bedouin)
- 2007, 2010: Two and a Half Men (Fernsehserie, 2 Folgen)
- 2010: CSI: Miami (Fernsehserie, Folge 8x24 All Fall Down)
- 2012: The Secret Life of the American Teenager (Fernsehserie, Folge 4x20 Strange Familiar)
- 2019: Winter Castle – Romanze im Eishotel (Winter Castle)
- 2019: Christmas Coach (Fernsehfilm)
- 2021: Desperate Widows (Mommune)